# Iuga
Iuga (em sânscrito: Yuga, lit. idade) é uma idade do mundo, segundo o Bramanismo e a Teosofia. Existem quatro Iugas que se sucedem durante o ciclo manvantárico:
- Quirta Iuga - com duração de 1.728.000 anos;
- Treta Iuga - 1.296.000 anos;
- Duopara Iuga - 864.000 anos;
- Cáli Iuga - o atual Iuga, com duração de 432.000 anos.

Cada Iuga é precedido por um período que os Puranas chamam de sandhis.

## Origem dos nomes
O nome das quatro yugas, remonta a um longo caminho e são anteriores à teoria das quatro eras mundiais, que surgiu por volta de 500 d. c., os nomes dos quatro iugas estão associados na literatura védica a um jogo de dados. O jogo era bem conhecido durante o período védico (entre 600 e 300 antes de cristo) e tinha um aspecto secular e ritual. No texto védico mais antigo ainda remanescente, consta que um jogador lamentou a perda de suas posses. Ele foi abandonado por sua esposa e seus amigos por causa de sua necessidade compulsiva de jogar dados. A ligação entre os nomes das yugas e o jogo de dados reside no fato de que em alguns textos védicos esses nomes são dados aos diferentes lances do jogo ou, segundo uma interpretação diferente, aos diferentes dados usados no jogo.  
Não se sabe ao certo como o jogo foi jogado, é até possível que com o tempo as regras tenham mudado ou o jogo ritual tenha sido diferente do popular. Mas, se muitos detalhes são obscuros, parece claro que a sequência 4-3-2-1 era parte integrante do jogo. O número quatro estava relacionado a Krta (Quirta), três a Tretã, dois a Dvãpara e um a Kali. Destes, Krta foi o lance vencedor e foi seguido pelos outros em ordem decrescente até Kali, o pior lance de todos. 